# 懷特馬什 (馬里蘭州)
懷特馬什（英語：White Marsh）是位於美國馬里蘭州巴爾的摩縣的一個普查規定居民點。

## 人口
根據2020年美國人口普查的數據，懷特馬什的面積為13.81平方千米，當中陸地面積為13.75平方千米，而水域面積為0.05平方千米。當地共有人口10287人，而人口密度為每平方千米744.9人。